# Верхний (Самарская область)
Верхний — посёлок в Исаклинском районе Самарской области в составе сельского поселения Ключи.

## География
Находится правом берегу реки Большой Суруш на расстоянии примерно 8 километров по прямой на северо-северо-запад от районного центра села Исаклы.

## Население
Постоянное население составляло 44 человек (русские 84 %) в 2002 году, 31 в 2010 году.